# 윤상필
윤상필(尹相弼, 일본식 이름: 伊原相弼이하라 소히쓰, 1887년 7월 8일 ~ ?)은 일제강점기의 군인 겸 만주국 관료로, 본적은 함경남도 함주군 천서면이다.

## 생애
대한제국 말기에 관비 유학생으로 선발되어 일본에 유학하여 군인이 되었다. 홍사익보다 한 기수 후배이며, 정훈, 김석원과 동기생이다. 1911년 7월 육군중앙유년학교 예과 3학년을 수료하고 본과 1학년에 편입하던 당시에는 조선인과 일본인 학생을 통틀어 수석을 차지하였다.
1915년 5월 일본육군사관학교를 제27기로 졸업한 뒤 일본 육군 기병 소위로 임관했으며, 1919년 4월 일본 육군 기병 중위로 승급했다. 1929년부터 1934년 8월까지 일본 육군 기병 대위로 복무했고, 도쿄 제1사단을 거쳐 조선군사령부 제20사단 소속인 기병 제28연대에서 복무했다. 1931년 만주사변 발발 당시부터 1934년까지 관동군 사령부에 배치받아 홍사익과 함께 근무하였다. 만주 사변 때는 만주 침략을 정당화하는 선전 작업을 위해 경성부에서 연설회와 강연회를 열었다.
1934년에 관동군 참모부 제3과 소속으로 복무하면서 현역 군인 신분으로 만주국 협화회의 본부이사가 되었다. 본부 이사 가운데 조선인은 윤상필 한 사람 뿐이었다. 최남선, 이범익, 이선근 등과 함께 만주국 협화회의 핵심 인물 중 한 명으로 활동했다.
만주국 민정부 척정사(拓政司) 제2지도과장 참사관(1935년 11월 18일 ~ 1939년), 만주국 개척총국 참사관 겸 개척총국 이사관(1940년 2월 1일) 등을 역임하면서 만주 척식과 이민 정책 수행에서 중요한 역할을 했으며, 1934년부터 1935년 2월 7일 전역할 때까지 일본군 기병 소좌에 올랐다.
만주국 협화회 수도계림분회 고문(1940년 1월)과 조선인교육후원회 신경(新京, 신징) 지역 위원(1940년 8월), 동남지구특별공작후원회 총무(1940년 11월), 만주국 협화회 중앙본부위원회 위원(1941년 1월 29일 ~ 1943년), 만주국 총무청 참사관(1945년 7월) 등을 역임하면서 일제의 재만 조선인 통제 정책과 황민화 정책, 항일무장세력 탄압 및 치안숙정 공작에 적극 협력했다.
1917년 4월 24일 일본 정부로부터 다이쇼대례기념장, 1929년 7월 25일 훈6등 서보장을 받았고 1934년 3월 1일 만주국 정부로부터 만주국 건국공로장, 1935년 9월 21일 황제방일기념장, 1940년 7월 15일 훈3등 주국장(柱國章)을 받았다.
태평양 전쟁 종전 이후에 소비에트 연방 측에 인도되어 압송되었으며, 하바롭스크 수용소에서 강제노역을 했다고 전해진다.
2008년 민족문제연구소가 발표한 친일인명사전 수록예정자 명단 중 군 부문과 해외 부문에 선정되었으며 2009년 친일반민족행위진상규명위원회가 발표한 친일반민족행위 705인 명단에도 포함되었다.

## 같이 보기
- 일본육군사관학교
- 만주국협화회

## 참고자료
- 친일반민족행위진상규명위원회 (2009). 〈윤상필〉. 《친일반민족행위진상규명 보고서 Ⅳ-11》. 서울. 254~293쪽.